# Monts-sur-Guesnes
Monts-sur-Guesnes är en kommun i departementet Vienne i regionen Nouvelle-Aquitaine i västra Frankrike. Kommunen ligger i kantonen Monts-sur-Guesnes som tillhör arrondissementet Châtellerault. År 2022 hade Monts-sur-Guesnes 917 invånare.

## Befolkningsutveckling
Antalet invånare i kommunen Monts-sur-Guesnes
| Referens: INSEE |